# George Tilsley
Pas d'image ? Cliquez ici

a Compétitions nationales et continentales officielles uniquement.

b Matchs officiels uniquement.
Dernière mise à jour le 31 octobre 2024.
George Tilsley, né le 27 février 1992 en Papouasie-Nouvelle-Guinée, est un joueur néo-zélandais de rugby à XV et rugby à sept, évoluant aux postes d'ailier ou de centre.

## Biographie
George Tilsley commence par jouer au rugby à XIII au poste de deuxième ligne avant de rejoindre le rugby à XV aux postes de trois-quart. A 16 ans, il arrête l'école et travaille pour une compagnie aérienne, puis pour le service des consommateurs d'une banque. En 2011, il est sélectionné par l'Équipe de Nouvelle-Zélande de rugby à sept pour participer à un tournoi en Afrique du Sud. En manque d'expérience, il joue en NPC avec la province de Manawatu en 2012. En 2013, il ne joue pas au rugby. Il revient avec les Black Sevens en 2014 mais il se blesse au genou.
Il rejoint la France et le Top 14 en 2015 en s'engageant avec le SU Agen. Avec le club du Lot-et-Garonne, il connait une descente en Pro D2 en 2016 et une remontée dans l'élite en 2017.
Il s'engage avec l'Union Bordeaux Bègles pour la saison de Top 14 2018-2019,.
En avril 2019, il s'engage pour deux saisons avec l'USA Perpignan et évolue en Pro D2. Au bout de sa deuxième saison au club, son équipe est sacrée championne de France de Pro D2, et accède au Top 14. En juin 2023, après quatre saisons au club, il n'est pas conservé à cause de son statut de non-JIFF.
Il s'engage avec le Stade toulousain en tant que joker Coupe du monde pour la saison 2023-2024, afin de pallier les nombreuses absences de joueurs internationaux,. Cependant, à la suite d'une condamnation pour violences conjugales en août 2023, celui-ci ne portera pas le maillot de Toulouse.
Après l'échec de passage à Toulouse, il fait son retour avec le SU Agen en octobre 2023, où il signe un contrat de trois saisons. Le 6 mars 2024, il est licencié pour faute grave, après une altercation alcoolisée avec le directeur général du club agenais,.

## Palmarès
- Vainqueur de la finale d'accession du Championnat de France de Pro D2 en 2017 avec le SU Agen.
- Vainqueur du Championnat de France de Pro D2 en 2021 avec l'USA Perpignan.